# Jan ter Laan
Jan ter Laan (Slochteren, 12 december 1872 – Rotterdam, 9 augustus 1956) was een Nederlands politicus en langdurig lid van de Tweede Kamer voor de SDAP. Daarnaast was hij lid van de gemeenteraad van Rotterdam en lid van Provinciale Staten van Zuid-Holland.

## Biografie
Jan ter Laan was een van de drie jongere broers van Kornelis ter Laan. De financiële middelen van zijn ouders waren niet toereikend om, na zijn broer, ook hem een opleiding te bezorgen. Na de lagere school ging hij daarom meewerken op het boerenbedrijf van zijn vader. Op latere leeftijd kreeg hij privéles van zijn broer die toen onderwijzer in Arnhem was. Jan slaagde er daarna in een betrekking bij de belastingen te krijgen. Hij werd actief in de vakbond voor ambtenaren en lid van de SDAP.

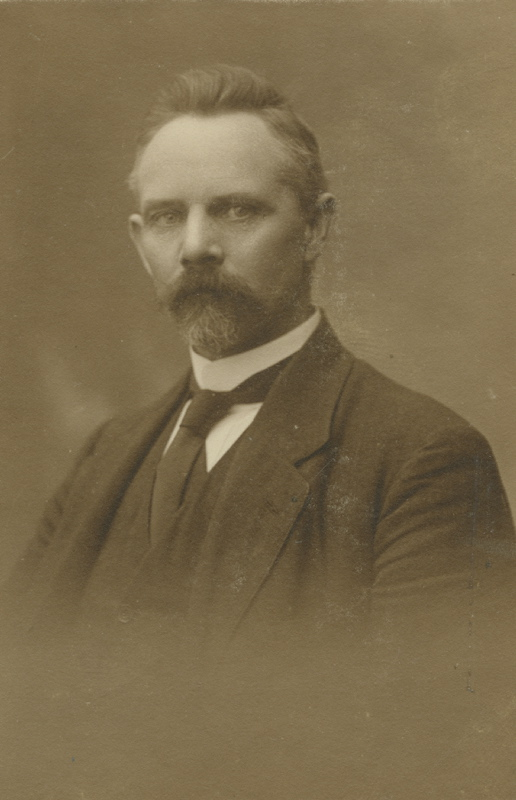
Ter Laan in de jaren '20

Tussen 1913 en 1939 was hij lid van de gemeenteraad in Rotterdam. In 1929 werd hij gekozen tot wethouder van die stad, maar dat werd geen succes. Na twee jaar trad hij terug. In 1913 werd hij gekozen tot lid van de Tweede Kamer. Hij bleef Kamerlid tot september 1941, met een onderbreking tijdens zijn wethouderschap tussen november 1929 en oktober 1931. In de Kamer hield hij zich vooral bezig met ambtenarenzaken. Tussen 1916 en 1939 was hij ook lid van de Provinciale Staten van Zuid-Holland.
Jan ter Laan was getrouwd en had vier dochters. Hij overleed op 83-jarige leeftijd.